# Archie Brown
Archibald Haworth Brown, powszechnie znany jako Archie Brown (ur. 10 maja 1938) – brytyjski historyk i politolog, badacz dziejów Rosji i sowietolog, kawaler Orderu św. Michała i św. Jerzego oraz członek British Academy, autor i współautor osiemnastu książek, z których wiele nagrodzono prestiżowymi nagrodami. 
Studia licencjackie i magisterskie ukończył w London School of Economics, następnie w latach 1964-1971 wykładał na Uniwersytecie w Glasgow. W tym czasie wyjechał także na roczne stypendium British Council do Moskwy, gdzie prowadził badania na Moskiewskim Uniwersytecie Państwowym. Po powrocie wykładał politologię jako profesor wizytujący na Uniwersytecie Yale, University of Connecticut i Uniwersytecie Columbia. Przez pewien czas prowadził katedrę politologii im. Franka C. Erwina na Uniwersytecie Teksańskim w Austin, a pod koniec 1998 wykładał w Helen Kellogg Institute for International Studies na Uniwersytecie w Notre Dame.  
W latach 1971–1989 wykładał w Oksfordzie instytucje Związku Radzieckiego, następnie (do 2005) był profesorem politologii na tej uczelni. Jednocześnie w latach 1995–1997 pełnił funkcję prodziekana (ang. subwarden) Kolegium Świętego Antoniego w Oksfordzie, a w latach 1991–1994 i ponownie 1998–2001 szefował Centrum Rosji i Europy Środkowej. Następnie do 2003 pełnił funkcję naczelnika politologicznych studiów magisterskich.   
Od 1991 jest członkiem Akademii Brytyjskiej, w latach 1999–2002 kierował jej wydziałem politologii. Zajmuje się rosyjska myślą polityczną XVIII wieku oraz historią komunizmu, w szczególności epoką Michaiła Gorbaczowa, ewolucją i upadkiem komunizmu w Europie oraz procesami demokratyzacyjnymi.

## Wybrane publikacje
- Soviet Politics and Political Science, 1974 (Macmilla), ISBN 0-333-13751-5
- (współautor: M. Kaser), The Soviet Union Since the Fall of Khrushchev, 1975, 2nd ed., 1978 (Macmillan), ISBN 0-333-23337-9
- (współautor: J. Gray), Political Culture and Political Change in Communist States, 1977 (Macmillan), ISBN 0-333-21429-3
- (współredaktorzy: T.H. Rigby, P. Reddaway), Authority, Power and Policy in the USSR, 1980 (Macmillan), ISBN 0-333-21429-3
- (współautor: M. Kaser), Soviet Policy for the 1980s, 1982 (Macmillan), ISBN 0-333-33140-0
- (współredaktorzy: J. Fennell, M. Kaser, H.T. Willetts), The Cambridge Encyclopedia of Russia and the Soviet Union, 1982 (Cambridge University Press), ISBN 0-521-23169-8
- (redakcja) Political Culture and Communist Studies, 1984 (Macmillan), ISBN 0-87332-310-6
- (redakcja) Political Leadership in the Soviet Union, 1989 (Macmillan), ISBN 0-253-31214-0
- (redakcja) Biographical Dictionary of the Soviet Union, 1990 (Weidenfeld & Nicolson), ISBN 0-297-82010-9
- New Thinking in Soviet Politics, 1992 (Macmillan), ISBN 0-333-53440-9
- (współredaktorzy: M. Kaser, G.S. Smith), The Cambridge Encyclopedia of Russia and the Former Soviet Union, 1994 (Cambridge University Press), ISBN 0-521-35593-1
- The Gorbachev Factor, 1996 (Oxford University Press), ISBN 0-19-827344-4
- (współredaktorzy: B. Barry, J. Hayward), The British Study of Politics in the Twentieth Century, 1999; paperback 2003 (Oxford University Press), ISBN 0-19-726294-5
- (redakcja) Contemporary Russian Politics: A Reader, 2001 (Oxford University Press), ISBN 0-19-829999-0
- (współredaktor: L. Shevtsova), Gorbachev, Yeltsin, and Putin: Political Leadership in Russia's Transition, 2001 (Carnegie Endowment for International Peace), ISBN 0-87003-186-4
- (redakcja), The Demise of Marxism-Leninism in Russia, 2004 (Palgrave Macmillan), ISBN 0-333-65124-3
- Seven Years that Changed the World: Perestroika in Perspective, 2007 (Oxford University Press), ISBN 978-0-19-956245-9
- The Rise and Fall of Communism, 2009 (Ecco Press, HarperCollins; and Bodley Head, Random House), ISBN 978-0-06-113879-9
- The Myth of the Strong Leader: Political Leadership in the Modern Age, 2014 (Bodley Head, Random House; and Basic Books), ISBN 978-1-84-7921758